# Parafia Chrystusa Króla w Jarnołtowie
Parafia Chrystusa Króla w Jarnołtowie – parafia rzymskokatolicka w diecezji elbląskiej. Erygowana w 1308 roku, reerygowana w 1962 przez administratora warmińskiego Tomasza Wilczyńskiego.

## Zasięg parafii
Do parafii należą wierni z miejscowości: Budwity, Budwity Zakład Rolny, Budyty, Barty, Bądki, Dajny, Jarnołtowo, Jarnołtówko, Kadzie, Koszajny, Kreki, Połowite, Sasiny i Wielki Dwór. Tereny te znajdują się w gminie Małdyty, w powiecie ostródzkim oraz w gminie Zalewo, w powiecie iławskim, w województwie warmińsko-mazurskim. 

## Miejsca kultu
- Kościół parafialny pw. Chrystusa Króla w Jarnołtowie – wybudowany w latach 1329–1350, w stylu gotyckim[1].
- Kaplica filialna pw. Matki Bożej Królowej Polski w Koszajnach zbudowana w 1991[1].
- Kaplica filialna pw. św. Franciszka z Asyżu w Budwitach wzniesiona w 1991[1].

## Proboszczowie
Źródło: oficjalna strona parafii
- ks. Lucjan Szymański (1950–1951)
- ks. Antoni Leitholz (Szubski) (1951–1954)
- ks. Włodzimierz Boziuk (1954–1957)
- ks. Roman Przybyłowicz (1957–1976)
- ks. prałat Franciszek Lebida (1976–2012)
- ks. Jarosław Janowicz (od 2012)